# Lucien Mias
Lucien Mias (Saint-Germain-de-Calberte, 29 de septiembre de 1930 - Mazamet, 13 de mayo de 2024) fue un médico y jugador francés de rugby que se desempeñaba como segunda línea. Fue internacional con Les Bleus de 1951 a 1959 y lideró al primer triunfo en el Torneo de las Seis Naciones.

## Biografía
Se recibió de médico en la Universidad de Toulouse. Mantuvo una amistad y estrecha colaboración laboral con Albert Jacquard.
Es considerado uno de los mejores jugadores que dio su país por su entrega, liderazgo y técnica; desde 2011 es miembro del World Rugby Salón de la Fama. Como médico se destacó al idear un nuevo proyecto de residencia de personas mayores, actualmente el sistema se implementa en toda Francia.

## Selección nacional
Fue seleccionado Les Bleus por primera vez para el Torneo de las Cinco Naciones 1951, debutó contra el XV del Cardo, en sus últimos seis partidos fue el capitán y disputó su último test match ante el XV del Trébol.
Junto a André Boniface (liderando a los backs) consiguieron el primer Campeonato de Europa, se retiró tras esto para dedicarse a su profesión. En total jugó 29 partidos y marcó 3 puntos, productos de un try (así valía por aquel entonces).

## Palmarés
- Campeón del Torneo de las Seis Naciones de 1959.
- Campeón de la European Nations Cup de 1952.
- Campeón del Desafío Yves du Manoir de 1958.